# Chappaqua
Chappaqua es un lugar designado por el censo ubicado en el condado de Westchester en el estado estadounidense de Nueva York. En el año 2000 tenía una población de 11,009 habitantes y una densidad poblacional de 390 personas por km².
Chappaqua se encuentra ubicado en las coordenadas 41°9′57″N 73°45′55″O / 41.16583, -73.76528. Según la Oficina del Censo, la ciudad tiene un área total de 24,4 km² (9,4 mi²), de la cual 24,3 km² (9,4 mi²) es tierra y 0,1 km² (0 mi²) (0.64%) es agua.

## Demografía
Según el censo de 2000, había 9.468 personas, 3.118 hogares y 2.687 familias que residían en el pueblo. La densidad de población era de 389.7/km². Había 3.181 unidades de cubierta en una densidad media de 130.9/km². La composición racial del pueblo era 91.80% blancos, 0,94% afroamericanos, 0,03% amerindios, 5,62% asiáticos, 0,02% isleños del Pacífico, 0,52% de otras razas y 1,07% de dos o más razas. Los hispanos o latinos de cualquier raza eran el 2,55% de la población. 14,3 % eran de ascendencia italiana, el 11,4 % eran de Rusia, el 10,6 % eran de Irlanda, el 7,1 % eran Estados Unidos o de América, el 6,0 % de origen inglés y 5,7 % eran de Alemania. Según el censo del año 2000, 92,4 % habla inglés, el 3,6 % español y el 1,0 % el italiano como lengua materna.
A nivel nacional, Chappaqua ocupa el puesto 42° entre los lugares más altos de ingresos en los EE. UU. (con un mínimo de 1.000 hogares). En 2008, CNN Money enumeraba el pueblo de Chappaqua en el puesto quinto en su lista de "25 ciudades que más gana" en los EE. UU.
Residentes notables incluyen al expresidente Bill Clinton, secretaria de Estado Hillary Clinton, Vanessa Williams, la actriz de teatro y más conocida del programa de televisión Ugly Betty, ejecutivo de la NBA y exentrenador de baloncesto Stu Jackson, CNN su presidente, Jonathan Klein, director y guionista Paul Schrader, y otros, tal como Alan Arkin, Jeff Van Gundy, y Frank Pierson.
Según la Oficina del Censo en 2000 los ingresos medios por hogar en la localidad eran de $163,201, y los ingresos medios por familia eran $180,451. Los hombres tenían unos ingresos medios de $100,000 frente a los $71,875 para las mujeres. La renta per cápita para la localidad era de $77,835. Alrededor del 3.1% de la población estaban por debajo del umbral de pobreza.

## Educación
Hoy en día, las escuelas públicas en Chappaqua tienen fama de estar entre los mejores en los EE. UU. El instituto de secundaria del pueblo, Horace Greeley High School ocupa el noveno puesto en la lista de las mejores escuelas de secundaria en los EE.UU con matrícula abierta.